# Onorificenze lussemburghesi
Elenco degli ordini cavallereschi e delle medaglie concessi dal Granducato di Lussemburgo.
Il Gran Maestro è il Granduca del Lussemburgo.

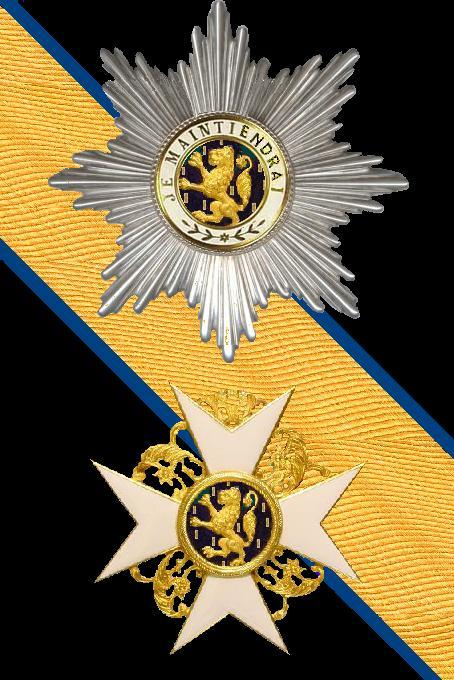
Ordine del Leone d'oro di Nassau

## Ordini cavallereschi
| Nastro | Onorificenza                                       |
| ------ | -------------------------------------------------- |
|        | Ordine del Leone d'oro di Nassau                   |
|        | Ordine militare e civile di Adolfo di Nassau       |
|        | Ordine della Corona di quercia                     |
|        | Ordine al merito del Granducato di Lussemburgo     |
|        | Ordine della Resistenza 1940-1944                  |
|        | Ordine nazionale della Medaglia al Merito Sportivo |

## Medaglie
- Medaglia della Riconoscenza Nazionale
- Medaglia al Merito per la donazione di sangue
- Medaglia al Merito della Protezione Civile
- Croce di servizio per gli agenti di dogana
- Croce di servizio per gli agenti di polizia penitenziaria
- Croce di servizio per gli agenti forestali per la protezione di Acque e Foreste
- Medaglia militare
- Croce d'Onore e al Merito militare
- Croce di Guerra 1940-1945
- Croce di Guerra
- Medaglia ai volontari lussemburghesi della guerra 1914-1918
- Medaglia ai volontari lussemburghesi della guerra 1940-1945
- Croce di servizio per i membri dell'Esercito, della Gendarmeria e della Polizia
- Medaglia di riconoscenza per missioni all'estero